# Bridge (estúdio)
Bridge Inc. (株式会社ブリッジ, Kabushiki-gaisha Burijji) é um Estúdio de animação japonês fundado em 2007 por ex-funcionários da Sunrise.

## História
A Bridge foi fundada pelos membros do 6º estúdio do Sunrise enquanto produzia o Sgt. Frog. 

## Trabalhos de televisão
- Mitsudomoe (2010) [2]
- Mitsudomoe Zōryōchū! (2011)
- Devil Survivor 2: The Animation (2013)
- Nobunagun (2014) [3]
- Fairy Tail (2014–2019, episódios 176–328, com A-1 Pictures (todos os episódios) e CloverWorks (terceira série)) [4]
- Seisen Cerberus: Ryūkoku no Fatalite (2016) [5]
- Shōnen Ashibe GO! VAI! Goma-chan (2016–2018, séries 1, 2 e 3; com Studio Husio (primeira e segunda séries) e Studio Palette (terceira série))
- Flowering Heart (2016–2017, com DR Movie )
- The Royal Tutor (2017) [6]
- Cardfight! ! Vanguard G: Z (2017–2018, com OLM )
- As Sete Virtudes Celestiais (2018) [7]
- Yu-Gi-Oh! Sevens (2020-presente) [8]
- Munou na Nana (2020) [9]
- Shaman King (2021) [10]

## OVA / ONA
- Ichigeki Sacchuu! ! Hoihoi-san: legado (2012)
- Saint Seiya: Soul of Gold (2015, com Toei Animation ) [11]
- Nihon Animator Mihonichi: Ragnarok (2015, com Studio Khara ) [12]
- As sete virtudes celestiais (2018)